# Diecéze Gubbio
Diecéze Gubbio (latinsky Dioecesis Eugubina) je římskokatolická diecéze v italské oblasti Umbrie, která tvoří součást Církevní oblasti Umbrie. Je sufragánní vůči arcidiecézi Perugia-Città della Pieve.

## Stručná historie
Diecéze v Gubbiu je doložena ve spisech sv. Jeronáma na konci 4. století, je jedna z nejstarších ve střední Itálii. První biskup, Decentius, je jmenován v roce 416. Původně byla diecéze bezprostředně podřízena Sv. Stolci, v roce 1563 se stala sufrágánní na metropoli v Urbinu. V letech 1818–1972 byla znovu podřízen Sv. Stolci, v roce 1972 se stala součástí perugijské církevní provincie.  V letech 1972–1981 a znovu od roku 2022 je in persona episcopi sjednocena s diecézí Castello.